# ميريت رو سميث
ميريت رو سميث (بالإنجليزية: Merritt Roe Smith) هو مؤرخ أمريكي، ولد في 14 نوفمبر 1940 في ويفرلي (نيويورك) في الولايات المتحدة.